# Свјетска конференција о људским правима
Свјетска конференција о људским правима одржана је у Бечу од 14. до 25. јуна 1993. године. Конференцију је одржала Организација уједињених нација. Ово је била прва конференција о људским правима од краја Хладног рата. Главни резултат ове конференције била је Бечка декларација и програм акције.

## Историја
Иако су Уједињене нације дуго биле активне на пољу људских права, Бечка конференција је била тек друга свјетска конференција која се фокусирала искључиво на људска права. Прва је била Интернационална конференција о људским правима која је одржана у Техерану током априла и маја 1968. године, приликом чега је обиљежена двадесета годишњица Универзалне декларације о људским правима.
Бечка конференција је одржана када су биле популарне свјетске конференције, када је одржан Земаљски самит у Рио де Жанеиру у јуну 1992. године и Конференција о свјетском становништву у Каиру септембра 1994. године. Након тога су услиједиле многе друге конференције.

## Конференција
Свјетској конференцији о људским правима присуствовали су представници 171 државе и 800 невладиних организација, са укупно око 7.000 учесника. Ова конференција је било највеће окупљање везано за људска права икада. Конференцију је организовао експерт за људска права Џон Пејс.
Прије конференције било је много дискусија о томе шта се могло, а шта није могло рећи. Усвојена правила су наводила да се не могу спомињати посебне земље или мјеста на којима се у том тренутку дешавају кршења људских права, међу којима су били тадашњи сукоби у Босни и Херцеговини, Анголи и Либерији, и оне државе које су изложене сталним критикама везаним за људских права, попут Кине и Кубе. Умјесто тога, о кршењима људских права требало би разговарати само у апстрактном облику; то је довело до тога да Њујорк тајмс тврди да се конференција одвијала „у атмосфери која је необично уклоњена из стварности”. Конкретно, с обзиром да се рат у Босни и Херцеговини одвијао на само сат времена летом од Беча, драматично је свједочило да није дошло до нове ере међународне сарадње.
Упркос правилима, организације и демонстранти на конференцији радо су помињали конкретна стална злостављања широм свијета, при чему су многи приказивали фотографије злочина у покушају да надмаше једни друге. Једна особа, забринута због Полисарија и Западне Сахаре, рекла је: „Тешко је то не примијетити”.